# Flindersia
Flindersia ist eine Pflanzengattung innerhalb der Familie der Rautengewächse (Rutaceae).

## Beschreibung

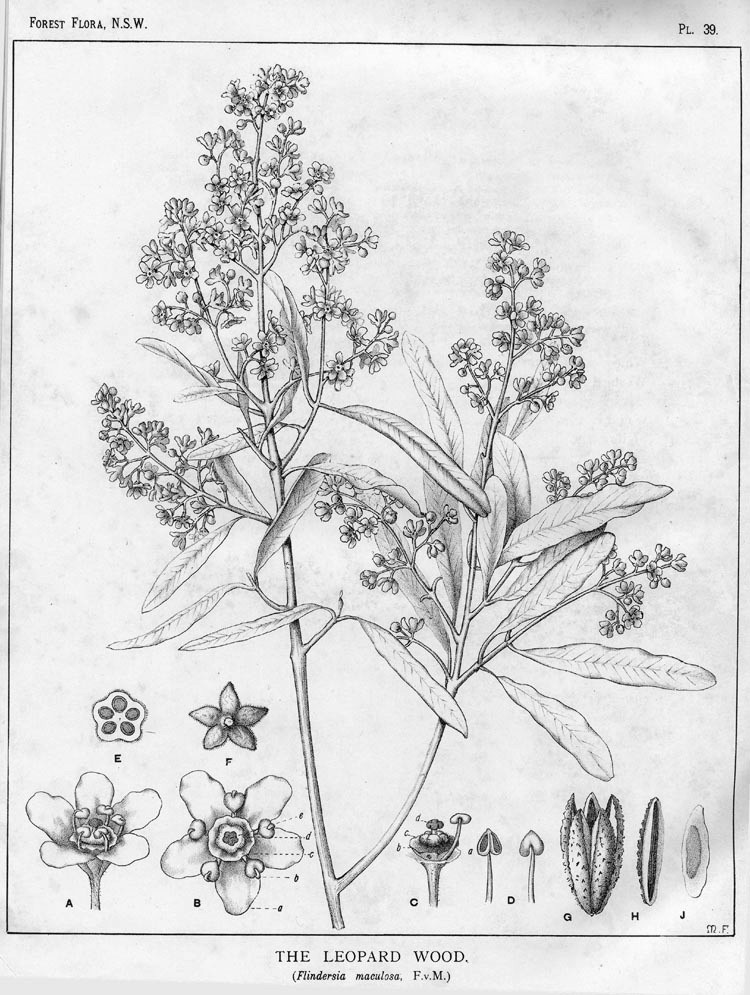
Illustration von Flindersia maculosa

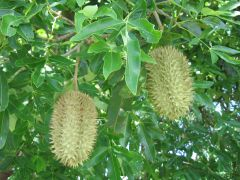
Unreife stachelige Früchte von Flindersia australis

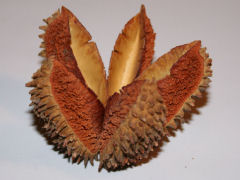
Offene reife Frucht von Flindersia australis

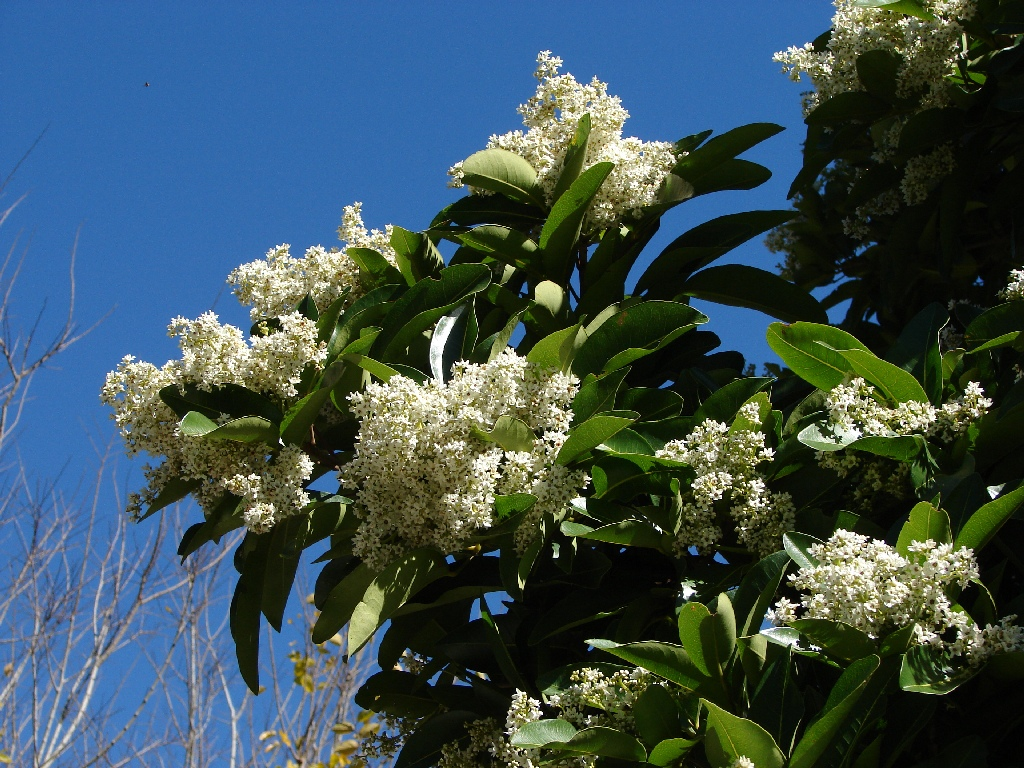
Flindersia bennettiana blühend

### Vegetative Merkmale
Flindersia-Arten wachsen als kleine bis große Bäume. Sie enthalten ätherische Öle. Die Pflanzenteile sind glatt oder sind mit einfachen, schuppen- oder sternförmigen Haaren (Trichomen) bedeckt. Die wechsel- bis gegenständig angeordneten Laubblätter sind einfach oder zusammengesetzt. Wenn sie zusammengesetzt sind, dann sind sie paarig und unpaarig gefiedert, mit einem bis 16 Fiederblättern. Die Fiederblättchen stehen gegenständig oder beinahe so an der Rhachis. Der Blattrand ist ganz.

### Generative Merkmale
Die Blüten stehen in den oberen Blattachseln oder endständig in rispigen Blütenständen zusammen.
Die fünfzähligen Blüten sind zwittrig oder funktional männlich und besitzen eine doppelte Blütenhülle (Perianth). Die fünf Kelchblätter sind frei oder nur an ihrer Basis verwachsen. Die fünf freien Kronblätter überdecken sich dachziegelartig. In den zwittrigen und männlichen Blüten ist nur ein Kreis (der äußere Staubblattkreis) mit fünf fertilen Staubblättern und ein Kreis mit fünf Staminodien vorhanden. In den zwittrigen Blüten sind fünf Fruchtblätter zu einem Fruchtknoten verwachsen. Je Fruchtblatt sind vier bis sechs Samenanlagen vorhanden.
Es werden mehr oder weniger holzige, fünffächerige Kapselfrüchte gebildet. Die braunen Samen sind geflügelt.

## Systematik und Verbreitung
Die Gattung Flindersia wurde 1814 durch Robert Brown in General remarks, geographical and systematical, on the Botany of Terra Australis. A Voyage to Terra Australis, 2, Appendix III, S. 595, Tafel 1 aufgestellt. Typusart ist Flindersia australis R.Br. Die Gattung Flindersia wurde nach dem Leiter der Expedition, auf der die erste Art entdeckt wurde, Kapitän Matthew Flinders (1774–1814), benannt. Synonyme für Flindersia R.Br. sind: Strzeleckya F.Muell., Oxleya Hook. 1969 erfolgte eine Revision der Gattung Flindersia durch Thomas G. Hartley in A revision of the genus Flindersia (Rutaceae). in Journal of the Arnold Arboretum. Volume 50, Issue 4, S. 481–526.
Flindersia gehört zur Unterfamilie der Flindersioideae in der Familie der Rautengewächse (Rutaceae).
Die Gattung Flindersia kommt hauptsächlich (14 Arten) in den australischen Bundesstaaten Queensland und New South Wales vor, 11 sind nur dort beheimatet. Außerdem gibt es noch Arten auf den Molukken, Neuguinea und Neukaledonien.
Die Gattung Flindersia gehört zur Unterfamilie Flindersioideae innerhalb der Familie Rutaceae. Sie wurde früher in die Familie Flindersiaceae C.T.White ex Airy Shaw gestellt.
Es gibt etwa 13 bis 16 Flindersia-Arten:
- Flindersia acuminata C.T.White: Sie kommt nur im australischen Bundesstaat Queensland vor.[2]
- Flindersia amboinensis Poir.: Sie kommt von den Molukken bis Neuguinea vor.[3]
- Flindersia australis R.Br.: Sie kommt in den australischen Bundesstaaten New South Wales und Queensland vor.[2]
- Flindersia bennettii F.Muell. ex C.Moore (Syn.: Flindersia bennettiana F.Muell. ex Benth. Flindersia bennetiana Benth. orth. var.): Sie kommt in den australischen Bundesstaaten New South Wales und Queensland vor.[2]
- Flindersia bourjotiana F.Muell.: Sie kommt in den australischen Bundesstaaten New South Wales und Queensland vor.[2]
- Flindersia brassii T.G.Hartley & B.Hyland: Sie kommt nur im australischen Bundesstaat Queensland vor.[2]
- Flindersia brayleyana F.Muell.: Sie kommt nur im australischen Bundesstaat Queensland vor.[2]
- Flindersia collina F.M.Bailey: Sie kommt in den australischen Bundesstaaten New South Wales und Queensland vor.[2]
- Flindersia dissosperma (F.Muell.) Domin: Sie kommt nur im australischen Bundesstaat Queensland vor.[2]
- Flindersia fournieri Panch. & Sebert.: Sie kommt nur Neukaledonien vor.[3]
- Flindersia ifflaiana F.Muell.: Sie kommt in Queensland und in Papua-Neuguinea vor.[4]
- Flindersia laevicarpa C.T.White & W.D.Francis: Sie kommt nur im australischen Bundesstaat Queensland vor.[2]
- Flindersia maculosa (Lindl.) Benth.: Sie kommt in den australischen Bundesstaaten New South Wales und Queensland vor.[2]
- Flindersia oppositifolia (F.Muell.) T.G.Hartley & Jessup (Syn.: Hypsophila oppositifolia F.Muell., Flindersia unifoliolata T.G.Hartley): Sie kommt nur im australischen Bundesstaat Queensland vor.[2]
- Flindersia pimenteliana F.Muell.: Sie kommt in Queensland und in Papua-Neuguinea vor.[4][3]
- Flindersia schottiana F.Muell.: Sie kommt in New South Wales, in Queensland und in Papua-Neuguinea vor.[4]
- Flindersia xanthoxyla (A.Cunn. ex Hook.) Domin: Sie kommt in den australischen Bundesstaaten New South Wales und Queensland vor.[2]

## Bilder
Flindersia brayleyana:

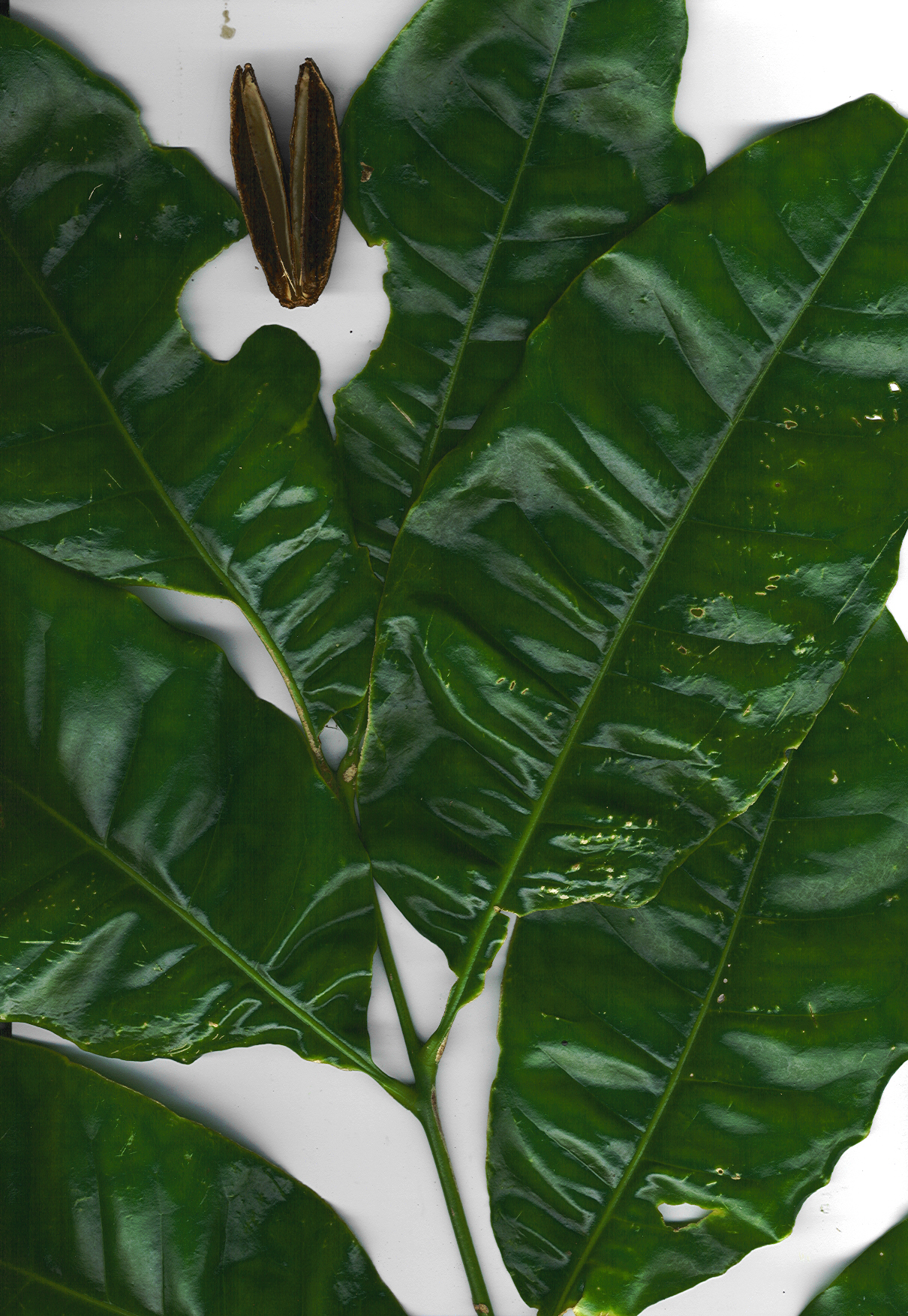
Fürs Herbar gesammelte Pflanzenteile
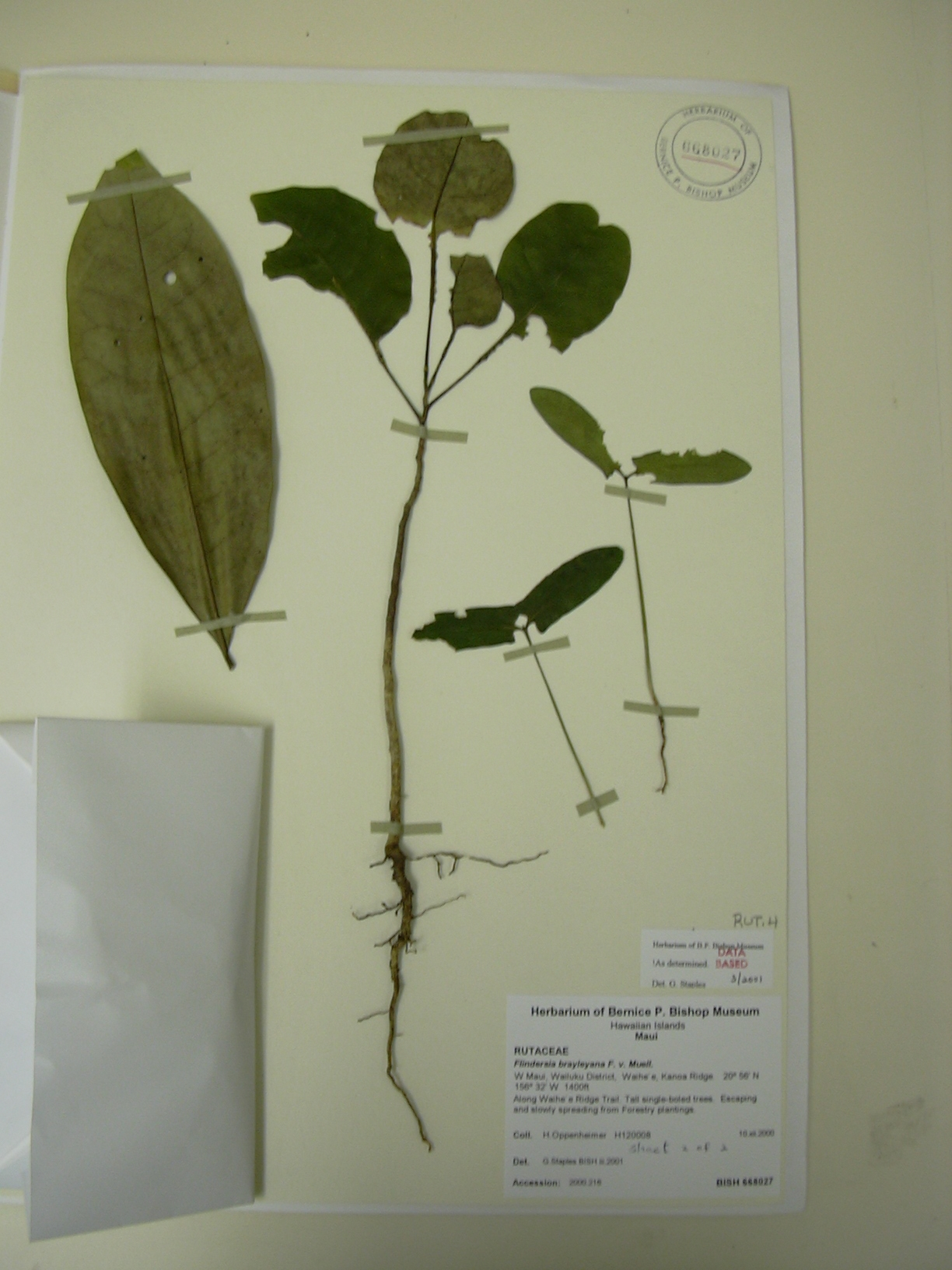
Herbarbeleg
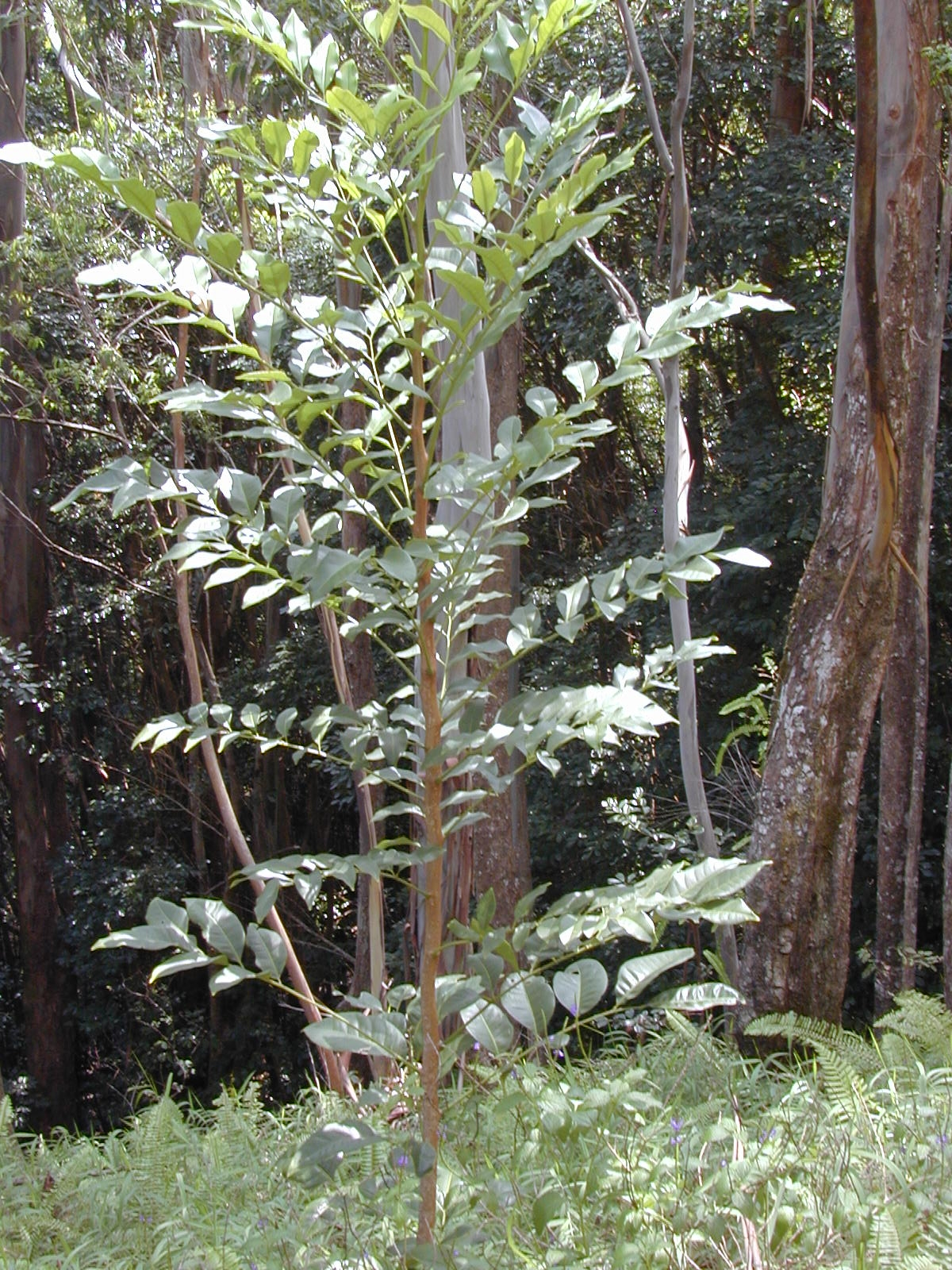
Junger Baum
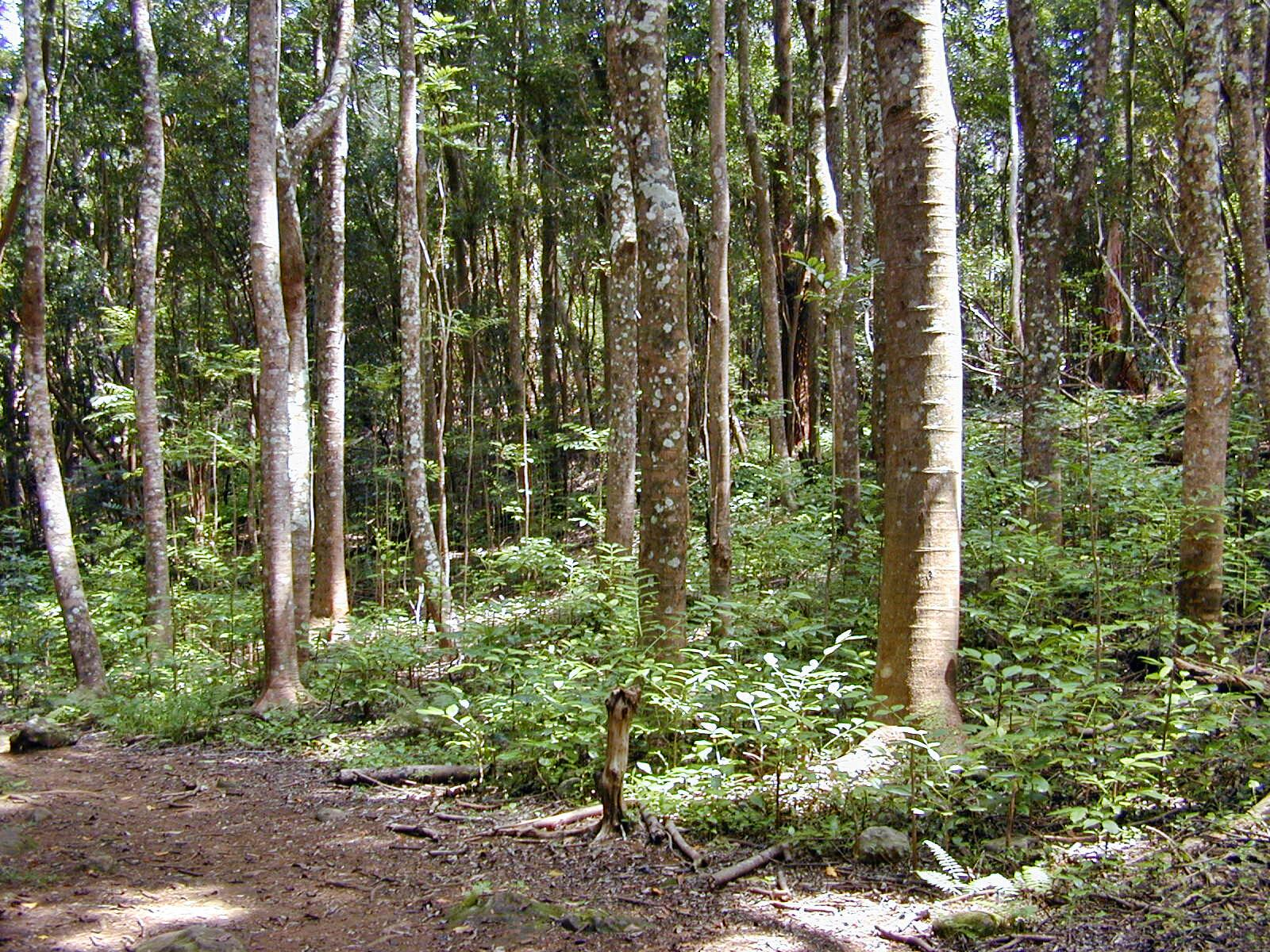
Forstbestand